# Gabriel Thorstensen
Gabriel Thorstensen (Stavanger, 1888. szeptember 1. – Stavanger, 1974. június 14.) olimpiai bajnok norvég tornász.
Az 1912. évi nyári olimpiai játékokon indult tornában és csapat összetettben szabadon választott szerekkel olimpiai bajnok lett.
Testvére, Thomas Thorstensen vele együtt lett olimpiai bajnok.
Klubcsapata a Stavanger Turnforening volt.